# Dammtjärnen (Glava socken, Värmland)
Dammtjärnen är en sjö i Arvika kommun i Värmland och ingår i Göta älvs huvudavrinningsområde. Sjön är 9 meter djup, har en yta på 0,024 kvadratkilometer och är belägen 236 meter över havet.